# Corliss Williamson
Pour les articles homonymes, voir Williamson.
Corliss Williamson (né le 4 décembre 1973 à Russellville, Arkansas) est un joueur puis entraîneur américain de basket-ball.
Il est choisi par les Kings de Sacramento lors de la draft 1995 de la NBA. Il évolue aux Raptors de Toronto, aux Pistons de Détroit, puis il passe par les 76ers de Philadelphie avant de revenir aux Kings.
Durant son passage à Détroit, il obtient le titre de meilleur sixième homme dès sa première année, et est sacré champion en NBA 2004.

## Biographie

### Carrière universitaire
Williamson a joué à l’université de l'Arkansas de 1992 à 1995 pour l'équipe des Razorbacks. Au cours de la saison 1992-1993, Williamson mène Arkansas à un bilan de 22-9 et une apparition en Sweet 16 du tournoi de la NCAA, mais s'incline contre les futurs champions, les Tar Heels de la Caroline du Nord. Williamson a obtenu en moyenne 14,6 points et 5,1 rebonds par match et est nommé dans la All-Freshman Team de la Southeastern Conference (SEC).
Au cours de la saison 1993-1994, Williamson est nommé Most Outstanding Player, meilleur joueur du tournoi NCAA,  tout en menant les Razorbacks à un bilan record de 31-3 et leur seul titre de champion en battant les Blue Devils de Duke, 76-72 en finale. Williamson a également mené son équipe en finale en 1995, mais Arkansas a perdu contre l'université de l'UCLA.
En trois saisons à Arkansas, Williamson est nommé dans la SEC All-Freshman Team en 1993 et dans la First Team All-SEC en 1993, 1994 et 1995. Il est également nommé joueur de l’année de la SEC pour les saisons 1993-1994 et 1994-1995. En plus du titre de champion national de 1994 de la NCAA, Williamson a également mené les Razorbacks au titre de la division ouest de la SEC sur les trois saisons, et le championnat de la saison régulière de la SEC en 1994. Williamson a terminé sa carrière universitaire avec 1 728 points, se classant 8e meilleur marqueur dans l’histoire de l’université. Williamson a été intronisé au Arkansas Sports Hall of Fame en 2009. Son maillot, le numéro 34, est l’un des deux seuls à avoir été retiré par l’Université de l’Arkansas, avec Sidney Moncrief (numéro 32). Il est considéré comme l’un des cinq plus grands joueurs de l’histoire de l’école.

### Carrière professionnelle

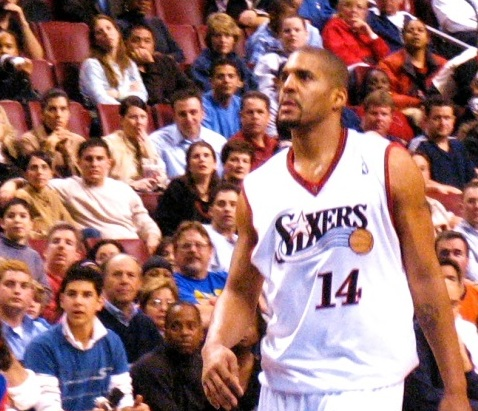
Williamson en 2005 avec les 76ers de Philadelphie.

Williamson s'est inscrit à la draft NBA après sa saison junior, et a été choisi par les Kings de Sacramento en 13e choix lors de la draft 1995. Sa meilleure année en carrière a été la saison 1997-1998, où il a joué 79 matchs et a inscrit en moyenne 17,7 points par match pour les Kings, terminant deuxième derrière Alan Henderson pour le titre de NBA Most Improved Player, récompensant la meilleure progression. Après son transfert avec les Raptors de Toronto (en échange de Doug Christie), pour qui il a joué 42 matchs, Williamson est échangé avec les Pistons de Détroit. Au cours de la saison 2001-2002, il est nommé NBA Sixth Man of the Year récompensant son apport en sortie de banc pour son équipe, et il fait partie de l’équipe remportant les Finales NBA 2004 des Pistons. Bien qu'il ne soit pas titulaire, Williamson a joué un rôle central dans l’attaque de Détroit. Ses entraîneurs se tournaient souvent vers lui au poste bas lorsque les Pistons avaient besoin de marquer, puisque ses compétences faisaient de lui un affrontement atypique, car il était trop puissant pour les petits ailiers et trop rapide pour les ailiers forts. Après avoir été échangé par les Pistons aux 76ers de Philadelphie pour Derrick Coleman et Amal McCaskill le 8 août 2004, il est de nouveau échangé et fait son retour aux Kings avec Brian Skinner et Kenny Thomas contre Chris Webber le 22 février 2005.
Williamson a la distinction d’être l’un des rares joueurs de basket-ball professionnel à remporter des titres de champion à trois niveaux différents, en AAU, en NCAA avec Arkansas et en NBA avec Détroit.

### Carrière d'entraîneur
Williamson a annoncé sa retraite en septembre 2007 pour devenir entraîneur adjoint au Arkansas Baptist College. Il a travaillé comme entraîneur bénévole pendant ses trois années à Arkansas Baptist, succédant à Charles Ripley comme entraîneur principal pour sa dernière saison à l’école.
Le 12 mars 2010, Williamson est nommé entraîneur principal de l'équipe de basket-ball masculine à l’université du centre de l'Arkansas à Conway, Arkansas. Promettant de jouer un style de jeu excitant semblable à celui de son ancien entraîneur en chef Nolan Richardson, les équipes de Williamson se sont améliorées graduellement chaque saison, mais n’ont jamais gagné plus de la moitié de leurs matchs.
Le 2 août 2013, Williamson a quitté le niveau universitaire pour devenir assistant des Kings de Sacramento.
Le 29 juin 2016, il est annoncé que Williamson avait quitté les Kings pour occuper un poste d’entraîneur adjoint avec le Magic d'Orlando sous la direction du nouvel entraîneur en chef, Frank Vogel. Vogel avait déjà été entraîneur adjoint de Williamson lorsqu’il jouait pour les 76ers. Cependant, après que Frank Vogel ait été congédié en 2018, Williamson a pris la même direction.
Le 22 mai 2018, il est annoncé que Williamson serait embauché par les Suns de Phoenix comme entraîneur adjoint sous la direction du nouvel entraîneur principal, Igor Kokoškov. Williamson était auparavant lié à Igor en jouant avec les Pistons de Détroit pendant la saison du titre en 2004, où Kokoškov. était adjoint de la franchise. Cependant, lorsque Kokoškov a été remercié après sa seule saison comme entraîneur pour les Suns, Williamson a également été congédié avec le reste du staff de l’équipe cette saison.
En date du 22 octobre 2022, Williamson était l'entraîneur de basket-ball au niveau lycéen à la Little Rock Christian Academy.

## Palmarès
Universitaire
- Champion NCAA en 1994 avec les Razorbacks de l'Arkansas.
- Most Outstanding Player du Final Four en 1994.

NBA
- Champion NBA en 2004 avec les Pistons de Détroit.

Distinctions Personnelles
- NBA Sixth Man of the Year Award (meilleur sixième homme) en 2002.

## Statistiques

### Saison régulière
| Champion NBA | Sixième homme de l'année |

| Saison    | Équipe       | Matchs | Titul. | Min./m | % Tir | % 3pts | % LF | Rbds/m. | Pass/m. | Int/m. | Ctr/m. | Pts/m. |
| --------- | ------------ | ------ | ------ | ------ | ----- | ------ | ---- | ------- | ------- | ------ | ------ | ------ |
| 1995-1996 | Sacramento   | 53     | 3      | 11.5   | 46.6  | 0.0    | 56.0 | 2.2     | 0.4     | 0.2    | 0.2    | 5.6    |
| 1996-1997 | Sacramento   | 79     | 31     | 25.2   | 49.8  | 0.0    | 68.9 | 4.1     | 1.6     | 0.8    | 0.6    | 11.6   |
| 1997-1998 | Sacramento   | 79     | 75     | 35.7   | 49.5  | 0.0    | 63.0 | 5.6     | 2.9     | 1.0    | 0.6    | 17.7   |
| 1998-1999 | Sacramento   | 50     | 50     | 27.5   | 48.5  | 20.0   | 63.8 | 4.1     | 1.3     | 0.6    | 0.2    | 13.2   |
| 1999-2000 | Sacramento   | 76     | 76     | 22.5   | 50.0  | -      | 76.9 | 3.8     | 1.1     | 0.5    | 0.3    | 10.3   |
| 2000-2001 | Toronto      | 42     | 31     | 21.1   | 47.1  | 0.0    | 64.6 | 3.6     | 0.8     | 0.4    | 0.3    | 9.3    |
| 2000-2001 | Détroit      | 27     | 9      | 29.6   | 53.4  | -      | 62.6 | 6.2     | 1.0     | 1.3    | 0.3    | 15.2   |
| 2001-2002 | Détroit      | 78     | 7      | 21.8   | 51.0  | 20.0   | 80.5 | 4.1     | 1.2     | 0.6    | 0.3    | 13.6   |
| 2002-2003 | Détroit      | 82     | 1      | 25.1   | 45.3  | 18.2   | 79.0 | 4.4     | 1.3     | 0.5    | 0.3    | 12.0   |
| 2003-2004 | Détroit      | 79     | 0      | 19.9   | 50.5  | -      | 73.1 | 3.2     | 0.7     | 0.4    | 0.3    | 9.5    |
| 2004-2005 | Philadelphie | 48     | 5      | 22.0   | 46.5  | 0.0    | 78.8 | 3.7     | 0.9     | 0.5    | 0.3    | 10.8   |
| 2004-2005 | Sacramento   | 24     | 4      | 19.6   | 47.3  | -      | 82.3 | 3.4     | 1.5     | 0.5    | 0.1    | 9.3    |
| 2005-2006 | Sacramento   | 37     | 0      | 9.8    | 41.7  | 100    | 77.6 | 1.8     | 0.4     | 0.2    | 0.1    | 3.4    |
| 2006-2007 | Sacramento   | 68     | 1      | 19.7   | 51.0  | 0.0    | 71.5 | 3.3     | 0.6     | 0.4    | 0.2    | 9.1    |
| Carrière  | Carrière     | 822    | 293    | 22.8   | 49.0  | 13.6   | 71.4 | 3.9     | 1.2     | 0.6    | 0.3    | 11.1   |

### Playoffs
| Saison   | Équipe     | Matchs | Titul. | Min./m | % Tir | % 3pts | % LF | Rbds/m. | Pass/m. | Int/m. | Ctr/m. | Pts/m. |
| -------- | ---------- | ------ | ------ | ------ | ----- | ------ | ---- | ------- | ------- | ------ | ------ | ------ |
| 1996     | Sacramento | 1      | 0      | 2.0    | 00.0  | -      | 100  | 0.0     | 0.0     | 0.0    | 0.0    | 1.0    |
| 1999     | Sacramento | 5      | 5      | 26.0   | 57.5  | -      | 70.0 | 3.2     | 1.2     | 0.4    | 0.2    | 10.6   |
| 2000     | Sacramento | 5      | 5      | 17.4   | 68.8  | -      | 91.7 | 3.0     | 0.2     | 0.2    | 0.0    | 6.6    |
| 2002     | Détroit    | 10     | 0      | 26.9   | 46.4  | 0.0    | 76.3 | 5.3     | 1.0     | 0.9    | 0.2    | 13.3   |
| 2003     | Détroit    | 15     | 0      | 15.5   | 41.1  | -      | 74.1 | 2.2     | 1.0     | 0.3    | 0.2    | 7.8    |
| 2004     | Détroit    | 22     | 0      | 14.9   | 36.4  | 0.0    | 80.9 | 2.2     | 0.7     | 0.3    | 0.1    | 5.7    |
| 2005     | Sacramento | 5      | 0      | 8.0    | 37.5  | 0.0    | 77.8 | 1.2     | 0.6     | 0.2    | 0.4    | 5.2    |
| 2006     | Sacramento | 3      | 0      | 3.7    | 40.0  | -      | 100  | 0.3     | 0.0     | 0.0    | 0.0    | 2.3    |
| Carrière | Carrière   | 66     | 10     | 16.7   | 43.6  | 0.0    | 78.1 | 2.6     | 0.8     | 0.3    | 0.2    | 7.5    |